# Raadselen van de lente
Raadsel van de lente (Portugees: Enigmas da Primavera) is een roman uit 2015 van de Braziliaanse auteur João Almino. Het boek werd naar het Nederlands vertaald door Gerrit Brand en in 2020 uitgegeven door Uitgeverij Nobelman.

## Verhaal
De roman speelt zich af in 2011, aan het begin van de Arabische Lente. De jongeman Majnun raakt geïnteresseerd in de geschiedenis van de islam en reist af naar Spanje om onderzoek te doen naar de tijd dat Arabische edelen regeerden in Granada. Hij vraagt zich af hoe Granada eruit zou zien als de Arabieren destijds niet waren verjaagd. De roman is niet alleen een commentaar op de Arabische lente, maar ook een coming of age-roman    
De naam van Majnun is ontleend aan het 12e-eeuwse dichtwerk Layla en Majnun van de Perzische dichter Nezami. Dit verhaal gaat over Majnun die verliefd is op de onbereikbare Layla. Het verhaal verwierf grote bekendheid door de single Layla van Eric Clapton. 